# EMD SD70
A EMD SD70 é uma família de locomotivas diesel-elétricas produzidas pela Electro-Motive Diesel em resposta a GE Dash 9-44CW. A produção se iniciou no fim de 1992 e desde então mais de 4.000 unidades foram produzidas; a maior parte são dos modelos SD70M e SD70MAC. Todas as locomotivas desta série são hood units com truques ferroviários do tipo C-C.
Antes dos modelos SD70ACe e SD70M-2, todos os modelos da SD70 foram entregues com truques radiais HTCR com auto-direção. O truque radial permite aos eixos girarem em curvas, reduzindo o desgaste nas rodas e nos trilhos. Com a introdução dos modelos SD70ACe e SD70M-2, a EMD introduziu um truque HTSC não radial e sem bolster como truque padrão destes modelos, com a finalidade de reduzir custos. O truque radial HTCR-4 ainda é opcional.

## Modelos

### SD70

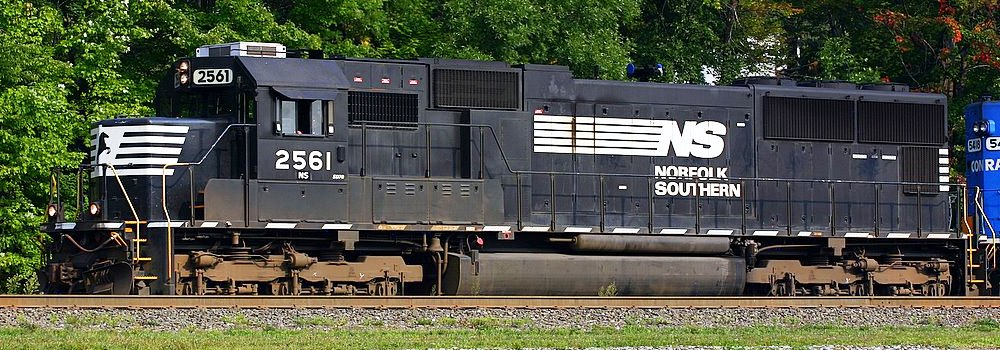
Uma SD70 com cabine spartan cab da Norfolk Southern Railway 2561 em Setembro de 2007

O SD70 utiliza a cabine menor padrão ou spartan cab, comum em locomotivas anteriores da série SD (SD40, SD45, SD50 e SD60), ao invés de cabines confortáveis maiores e mais modernas. Isto faz ser difícil distinguir do quase idêntico SD60, sendo uma das poucas diferenças o uso do truque radial HTCR ao invés do truque HT-C montado sob o SD60. A maior diferença de vista é a diferencia de comprimento entre os dois modelos - o SD60 com 21,69 m contra os 22,05 m do SD70. O SD70 também é um pouco maior, visto que sua estrutura é aproximadamente 12,7 mm mais alto que o SD60. Este modelo é equipado com motores de tração de Corrente contínua (DC), o que simplifica o sistema elétrico da locomotiva ao remover a necessidade de um inversor controlado por computador (por serem requeridos para Corrente Alternada (AC)). É equipado com um motor primário de 4.000 hp, de 16 cilindros EMD 710. Cento e vinte e duas locomotivas deste modelo foram produzidas para a Norfolk Southern Railway (NS), Conrail (CR), Illinois Central Railroad (IC) e Southern Peru Copper Corporation (SPCC). Os ativos da Conrail foram divididos entre a Norfolk Southern (PRR) e a CSX Transportation em 1999, e todas as 24 unidades SD70 da Conrail foram para a NS.
A produção da cabine padrão na fábrica da EMD em London (Ontário) foi encerrada em 1994. Os 24 SD70 da Conrail foram montados a partir de kits na Conrail (mais tarde NS) em Altoona (Pensilvânia), e os SD70 da IC e SPCC foram montados a partir de kits na Super Steel Schenectady. Todos os SD70 ainda estão em serviço na Norfolk Southern e Canadian National (CN), que juntou-se à Illinois Central em 1999.

### SD70M

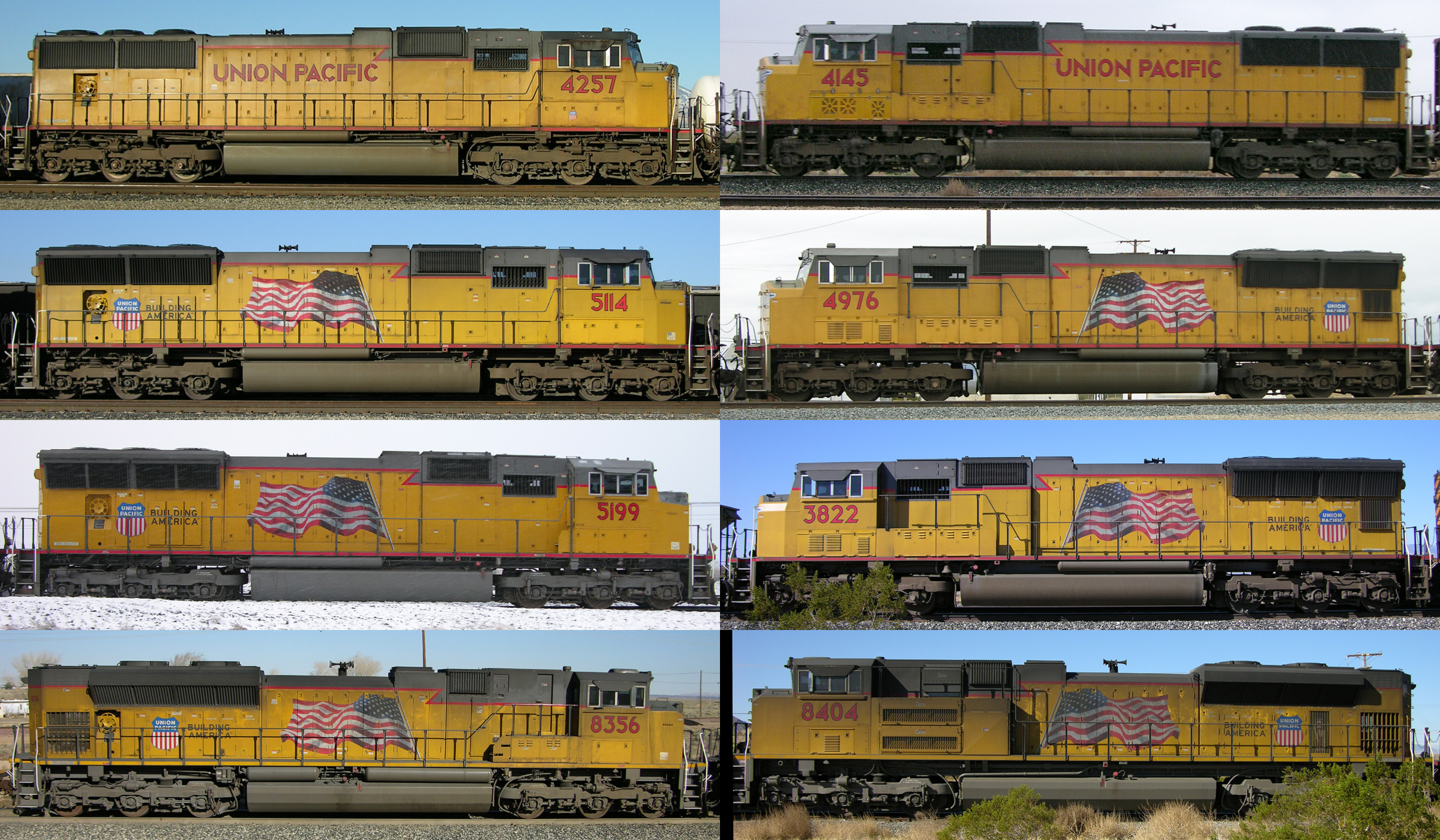
Uma comparação de várias versões do SD70 operado pela Union Pacific Railroad

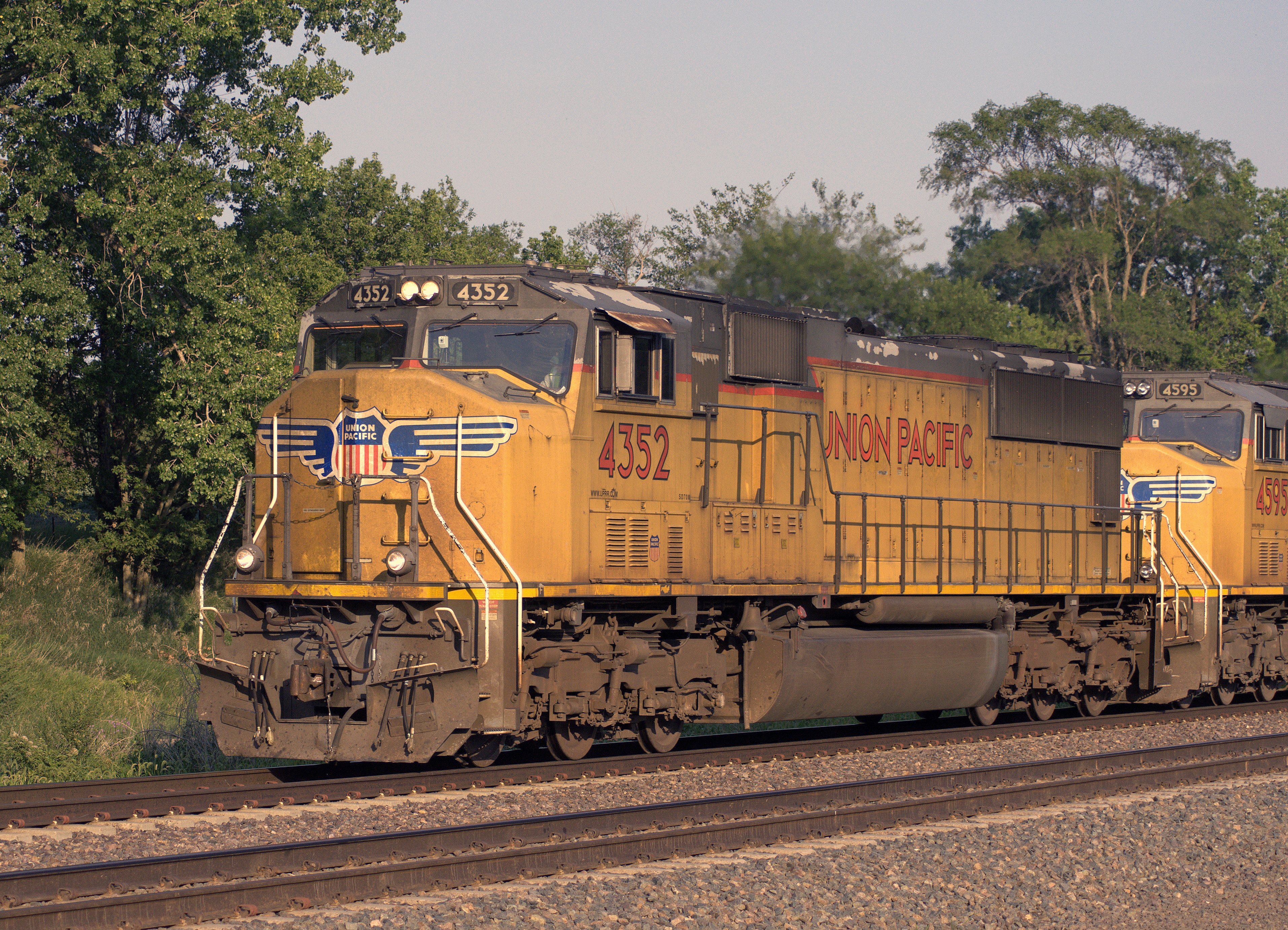
UP SD70M no. 4352 em Fairbury, Nebraska em Julho 2014

O SD70M tem um nariz largo e uma grande cabine confortável (oficialmente conhecido como North American Safety Cab), permitindo que a tripulação fique mais confortável dentro da locomotiva em relação às cabines padrão antigas. Existem duas versões desta cabine nos SD70M: A cabine da Fase I, que foi introduzida no SD60M, e é padrão no SD80MAC e no SD90MAC, e também a cabine da Fase II, que tem um desenho simular ao original com pára-brisas divididos em três do SD60M, que é compartilhado com os SD90MAC, SD89MAC, e SD80ACe da Fase II. A cabine da Fase II tem um pára-brisas de duas peças como o da Fase I, mas o desenho do nariz é mais quadrado, com uma seção central mais alta, permitindo mais espaço para a cabeça.
O SD70M é equipado com motores de tração DC D90TR e o 710G3B como motor primário. Eles são capazes de gerar 109,000 lbf (0,48 486 kN) de tração de contínua. No meio da década de 2000, o SD70M foi produzido com radiadores do estilo do SD45 permitindo núcleos maiores necessários para a característica split-cooling. Split-cooling separa o circuito refrigerante do motor primário e o circuito para as bombas de ar e para o Turbo. Existem duas versões deste radiador: uma versão mais antiga tinha dois painéis de radiador grandes em cada lado, e a versão mais nova possuía quatro painéis quadrados em cada lado. Esta modificação foi feita em resposta ao decreto de regulações do meio ambiente da Agência de Proteção Ambiental dos Estados Unidos (EPA).
A produção do SD70M cessou no final de 2004, quando a produção do modelo SD70M-2 foi iniciada (as regulações Parte II da EPA começaram a vigorar em 1 de Janeiro de 2005). 1.646 locomotivas do modelo SD70M foram produzidas. A lista de compradores inclui: CSX, New York Susquehanna & Western (NYSW; parte do pedido no. 946531 da EMDX), Norfolk Southern e Southern Pacific (SP; agora parte da Union Pacific Railroad), mas a maioria sendo comprada pela Union Pacific.
Um pedido de SD70M fez história quando a Union Pacific encomendou 1000 unidades do modelo (UP 4000 até o UP 4999, inclusive). Este pedido foi mais tarde aumentado em cerca de 500 unidades adicionais (UP 3999, e abaixo) e (UP 5000, e acima).
Este modelo de locomotiva foi também construído para exportação e é ainda catalogado pela EMD (com 4.300 hp). A CVG Ferrominera Orinoco possui 6 SD70M que foram construídos como um pedido adicional da UP. A Companhia Vale do Rio Doce (CVRD) no Brasil fez um pedido de 55 unidades para serviço na Estrada de Ferro Carajás puxando carregamentos de ferro. Uma vez que os trilhos da CVRD possuem 1.600 mm, um truque mais largo, o HTSC2, foi projetado pela EMD para essas unidades.

### SD70I
O SD70I é uma versão do SD70M modificado com uma cabine isolada da estrutura da locomotiva com juntas de borracha (conhecido oficialmente como WhisperCab). Este isolamento reduz ruído e vibração do motor primário. Uma linha de junção é visível através do nariz e na parte de cima da estrutura onde a cabine se junta ao corpo da locomotiva. 26 unidades deste modelo foram produzidas, todas para a Canadian National. Esta característica WhisperCab foi incorporada em alguns SD70MAC e modelos mais recentes.

### SD70MAC

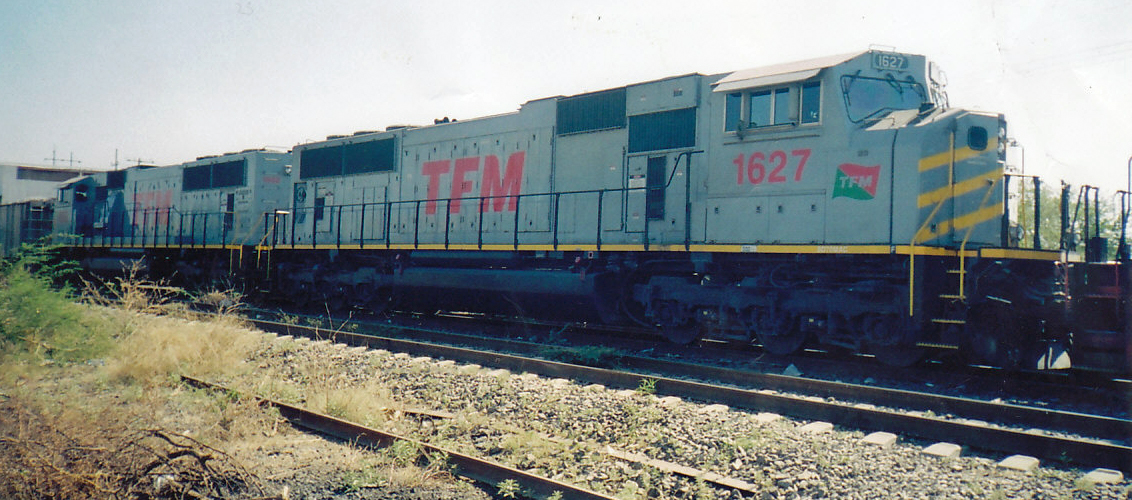
SD70MAC 1627 da Transportación Ferroviaria Mexicana na estação Nueva Italia

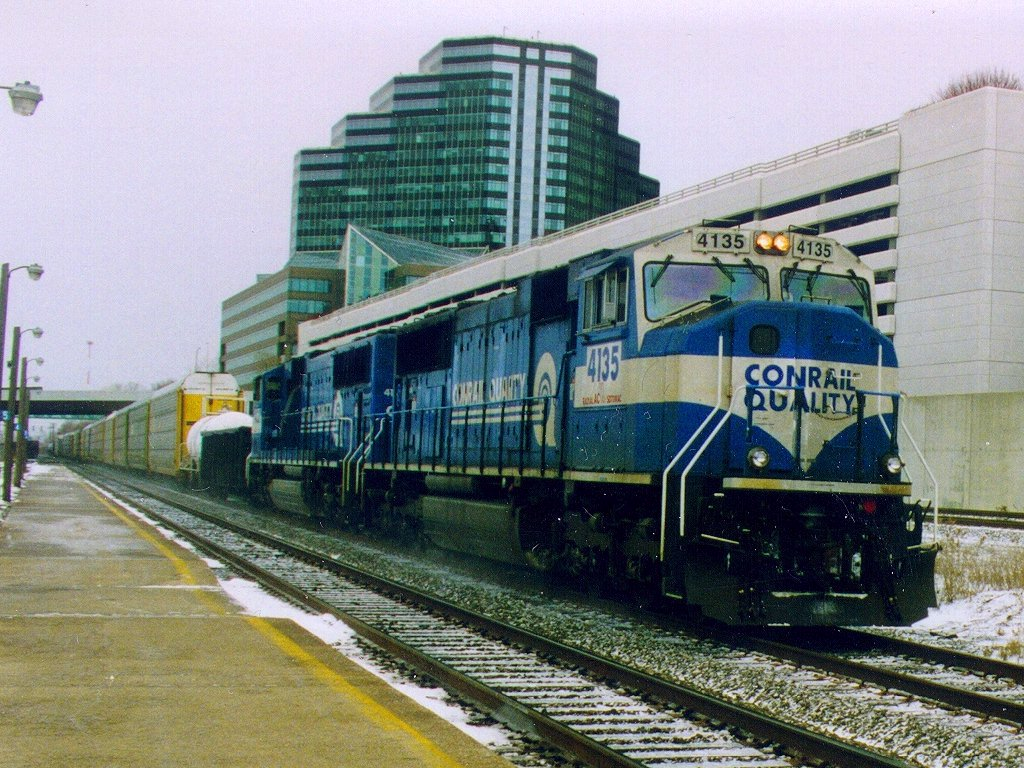
Conrail "White Smiley" SD-70MAC visto Cleveland, Ohio com um trem autorack

O SD70MAC (coloquialmente conhecido como "Mac" ou "70 Mac") é muito similar ao SD70M e SD70I; a principal diferença é que o SD70MAC utiliza motores de tração de Corrente Alternada (AC). A produção do modelo começou em 1993. Os motores AC, mais simples e mais confiáveis que os motores DC, requeria inversores caros para gerar um sinal de frequência variável AC, aumentando o preço da locomotiva substancialmente. A maior parte dos modelos SD70MAC foram produzidos com o motor primpário EMD 710 de 4.000 hp enquanto as unidades mais novas tinham potência de 4.300 hp e tinha o radiador no estilo do EMD SD45. Ele também era oferecido com um sistema de geração de energia para trens de passageiro.
O SD70MAC não é mais produzido devido restrições de regulamento da EPA e foi substituído pelo modelo SD70ACe. Mais de 1.500 unidades deste modelo foram produzidas. Foi comprado pela Burlington Northern Railroad (agora BNSF Railway), BNSF, Conrail (unidades agora pertencem à CSX), CSX, Transportación Ferroviaria Mexicana (TFM; unidades agora pertencem à Kansas City Southern Railway (KCS)), e pela Alaska Railroad.

### SD70ACe
Versão atual em produção. A SD70ACe foi lançada em 2005 para aplicações de transporte pesado em todo o mundo. Esta locomotiva potente e eficiente integra a confiabilidade de classe mundial do motor EMD 710, sistema de controle microprocessado EM2000 e tração AC. Milhares de locomotivas SD70ACe operam em serviços de transporte pesado em todo o mundo, incluindo América do Norte, América do Sul, Oriente Médio, África e Austrália.

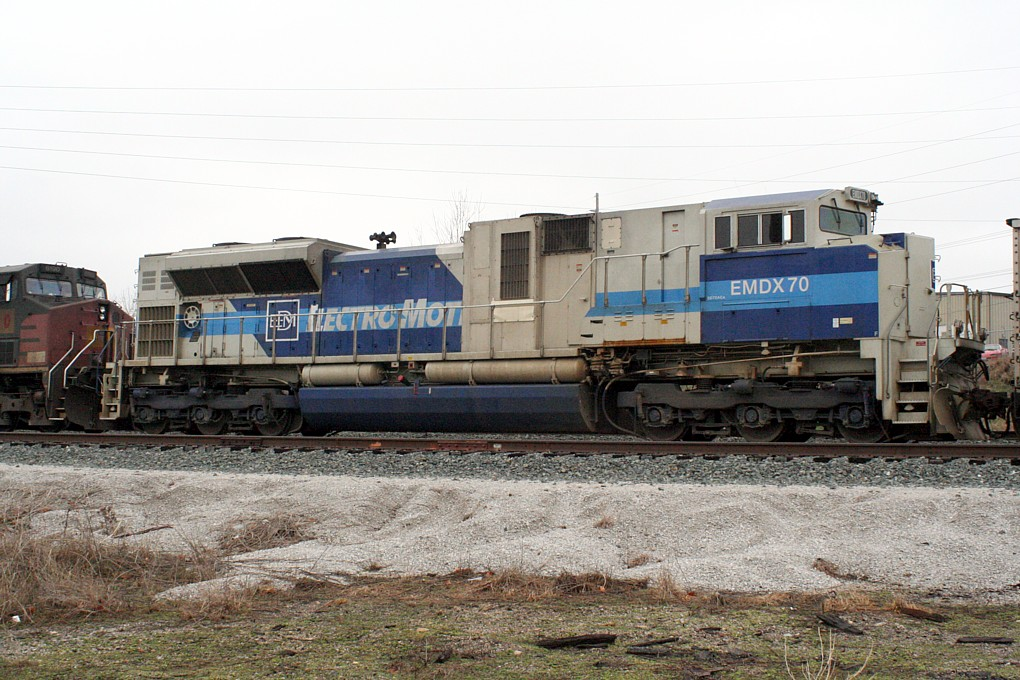
Protótipo da SD70ACe